# HD 76728
c Carinae
Cet article concerne c Carinae (avec un c minuscule). Pour C Carinae (avec un C majuscule), voir HD 69863.
Désignations
c Carinae (c Car), également désignée HD 76728 ou HR 3571, est une étoile binaire suspectée de la constellation de la Carène. Sa magnitude apparente est de +3,84. D'après la mesure de sa parallaxe annuelle par le satellite Hipparcos, elle est située à environ 320 années-lumière de la Terre. Elle s'éloigne du Système solaire à une vitesse radiale de +25 km/s.
c Carinae est une possible binaire astrométrique. Sa composante visible est une géante lumineuse bleue-blanche de type spectral B8/9II. Son rayon est cinq fois supérieur à celui du Soleil.